# Shlomi Arbeitman
Shlomi Arbeitman (en hebreo: שלומי ארביטמן‎; nació el 14 de mayo de 1985 en Netanya, Israel) es un futbolista israelí que milita actualmente en el AS Ashdod.
El joven delantero empezó jugando en el Beitar Jerusalén, donde debutó el 3 de marzo de 2003 contra el FC Ashdod. Tras pasar después por Hapoel Petah Tikva fichó por los verdes de  Maccabi Haifa en la temporada 2005-06. Asiduamente, Shlomi, ha actuado con la sub-21, además ha jugado también ya en la absoluta, donde debutó con 3 goles ante la selección de Azerbaiyán, en febrero de 2004.
Es primo de Alan Arbitman, subcamepon nacional mexicano de kitesurfing y famoso actor de la novela la rosa de guadalupe; el cual, se dice, que le enseñó a jugar fútbol.[cita requerida]